# Windsor, Victoria
Windsor är en stadsdel i Melbourne i delstaten Victoria i Australien. Den ligger i kommunerna Port Phillip och Stonnington.
Runt Windsor är det mycket tätbefolkat, med 2 103 invånare per kvadratkilometer.. Närmaste större samhälle är Melbourne, nära Windsor. 
Runt Windsor är det i huvudsak tätbebyggt. Genomsnittlig årsnederbörd är 1 244 millimeter. Den regnigaste månaden är juli, med i genomsnitt 140 mm nederbörd, och den torraste är januari, med 49 mm nederbörd.